# Siklósbodony
Siklósbodony es un pueblo ubicado en el distrito de Siklós, en el condado de Baranya, Hungría.

## Superficie
Posee una superficie de 4,330 kilómetros cuadrados.

## Demografía
Hasta 2019 la población era de 150 habitantes, con una densidad de población de 34,64 habitantes por kilómetro cuadrado.